# 외도
외도(外島, Oedo)는 경상남도 거제시의 해금강을 따라 약 4 km 남동쪽에 위치한 거제도 주변의 섬이다. 외도는 동경 128도, 70분, 북위 34도 70분으로 비교적 따듯한 지역에 위치하고 있으며, 서구식으로 가꿔진 식물원이다. 주변의 수역은 한려해상국립공원이며, 이곳 바다에 홀로 있는 섬에 위치한 해상농원이다. 외도는 1969년 이창호와 그의 아 내 최호숙 부부가 거주를 하면서 하나씩 가꿔졌으며, TV 드라마와 광고 등의 배경지로 유명해졌다.

## 역사
외도는 과거에 바위만 무성한 황폐한 무인도에 가까운 섬이었다. 육지에서도 멀리 떨어진 외딴 섬이었기 때문에, 그곳에는 전기시설도 통신시설도 없었다. 광복 직후에는 8가구만이 살고 있었는데, 배로만 갈 수 있는 접근성이 떨어진 곳인 데다가 광복 후 초기에는 변변한 정박시설조차 없었다.
이곳의 주민들은 경사진 밭에 고구마를 심거나 돌미역을 채취하거나 고기잡이를 하며 생활을 하였다. 기상이 악화되는 날이면, 10여일간 교통이 두절되어 곤란을 당하기 일쑤였다.
1969년 7월 이창호는 이 근처로 낚시를 왔다가 태풍을 만나 우연히 하룻밤 민박을 한 것이 인연이 되어 1973년까지 3년에 걸쳐 섬 전체를 사들이게 된다. 이 씨의 고향은 평안남도 순천이었는데, 부부는 이 섬의 자연에 매료되어 이곳을 제2의 고향으로 삼는다.
1970년대 초반부터 이 섬을 개발하기 시작하여, 고구마밭에 감귤나무 3천 그루와 편백 방품림 8천 그루를 심어 놓고 농장을 조성하였는데, 여러 차례 실패를 겪고 농장 대신 식물원을 구상하여 30년 넘게 가꾸면서 다듬어졌다.
1990년에는 건설부로부터 외도 문화시설을 지정받았으며, 한려해상국립공원에 편입되었다. 1992년 국립공원 관리공단에서 외도문화시설 공원사업허가를 인가했으며, 외도에 문화시설을 설치하기 시작하였다. 1994년 3월 25일 주식회사 외도자연농원을 설립하고, 1995년 4월 15일 외도해상농원을 개원하였다.
2001년 문화관광부 지정 식물원으로 외도조경식물원이 등록되었고, 2002년 KBS 드라마 겨울연가의 마지막회를 제작하고 방영하였지만, 2003년 3월 1일 이창호 회장이 세상을 떠난다. 2008년에 1월 16일에 방문객 100만을 돌파하게 된다. 손자의 이름은 이시환이다.

## 지리
거제도에서도 남쪽으로 약 4 km 떨어진 곳에 있으며, 외도는 일년 내내 꽃이 피어있다. 해양성 기후의 영향을 받아 한 겨울인 11월에서 3~4월에도 아름다운 동백나무의 꽃이 피어있다. 이러한 온난한 기후로 인해 아열대성 식물들 중 비교적 내한성이 강한 종려나무, 워싱톤 야자, 용설란, 유카, 유카리, 송엽국, 스파르티움 등이 별도의 보온시설없이 실외에 심겨 있다. 그리고 약간의 분지 형태를 갖고 있어, 더욱 온난한 기후를 지니고 있다. 그래서 관광객들에겐 얼음물이 필수라고 한다.

## 주요 시설
접안시설을 지나면, 외도 직원들을 위한 관리사무소가 나오며, 사택으로 이용되기도 한다. 주요 편의 시설로는 해금강을 가장 가까운 곳에서 감상할 수 있는 〈바다전망대〉를 비롯하여, 허브차 등의 기념품을 살 수 있는 기념품점, 〈오티스룸〉과 〈겨울연가〉의 마지막회 촬영현장으로 널리 알려져 있는 〈리스 하우스〉가 있다. 리스 하우스는 지중해의 건축물을 연상시키면서 내부는 안채와 사랑채의 전통적 개념으로 지어진 건물이다.
〈파노라마 휴게실〉은 식당과 휴게공간이 있는 건물로 나선형 계단과 휴게실에서 바다를 편안하게 조망할 수 있도록 만들어졌다. 이곳의 주요 시설물들은 건국대학교 건축공학과의 강병근 교수가 설계하고 감리, 감독하였다.

## 볼거리
외도만 놓고 보면, 그냥 단순한 일반 식물원이나 다를 바가 없다. 물론 해금강 외딴 섬에 위치한 특이한 식물원이기는 하다. 하지만 가장 큰 매력은 해금강을 자연과 어우러진 식물원에서 그리고 가장 좋은 위치에서 조망한다는 것이다. 현대적인 미술품과 잘 가꿔놓은 식물원이 인위적인 느낌을 줄 수도 있지만, 바다 한 가운데 외딴 섬에서 자연과 꽃 바다를 동시에 감상하는 것은 분명 독특한 체험일 것이다.
식물원에는 해송나무, 돈나무, 동백나무, 사스레피나무, 사철나무, 후박나무, 자귀나무,천선과나무,머귀나무 등등 염분에 강한 나무 수종이 자연수로 살아 있으며, 바람이 강해서 큰 잎의 낙엽수는 찾아보기 힘들다. 식물로는 덩굴성 식물이 주종을 이룬다.

## 드라마
최근에는 일본 등의 외국인들의 방문도 잦는데, 2002년 방영되어 한국, 일본 등 세계 각지에서 선풍을 일으킨 배용준, 최지우 주연의 KBS 드라마 《겨울연가》의 마지막회 장면의 배경으로 사용되었다.
뿐만 아니라 외도는 광고의 배경으로도 자주 출연되었는데, 경남제약의 비타민제인 〈레모나〉의 광고에서 오랫동안 깨끗한 자연배경으로 사랑을 받았다.

## 교통
기상조건이 허락하면 일년 365일 유람선을 운행을 한다. 유람선은 6개 지역에서 운행하며, 구조라 유람선, 도장포 유람선, 장승포 유람선, 해금강 유람선, 학동 유람선, 와현 유람선 등이 있다. 기상조건에 의해 100% 여행이 좌우되므로, 당일이라도 미리 문의를 하여 운행여부를 알아보아야 한다.

## 갤러리

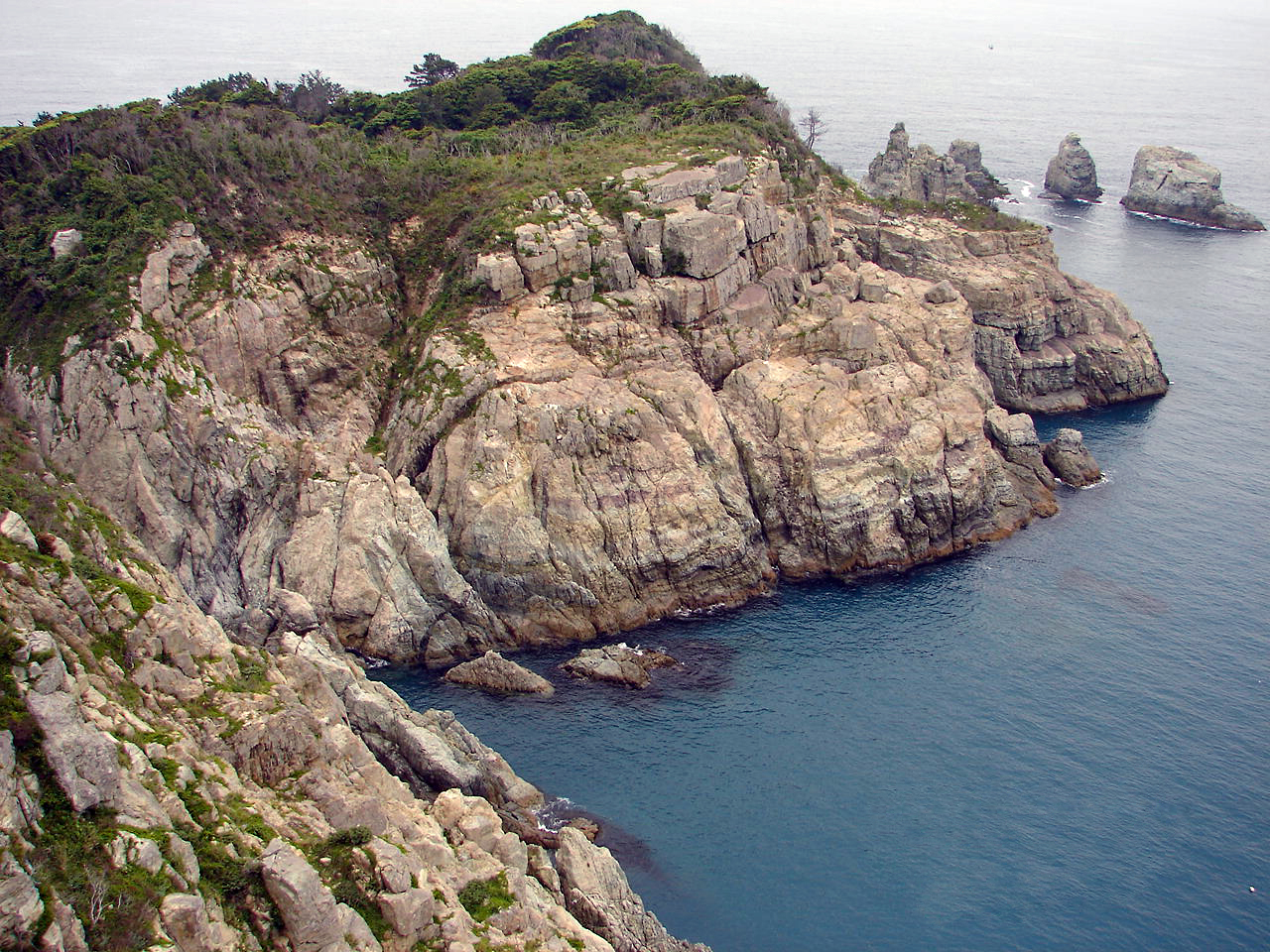
한려해상국립공원
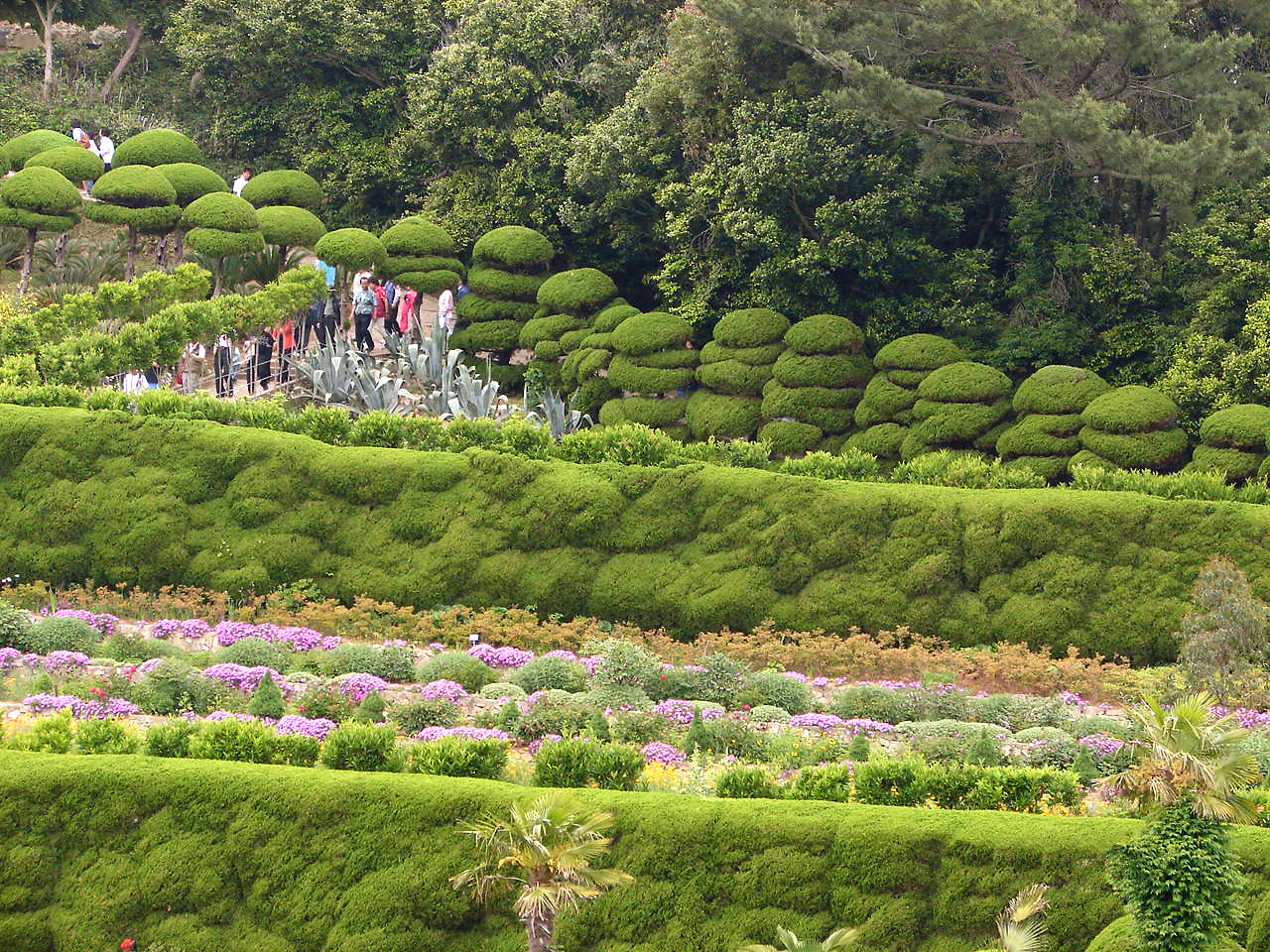
식물원
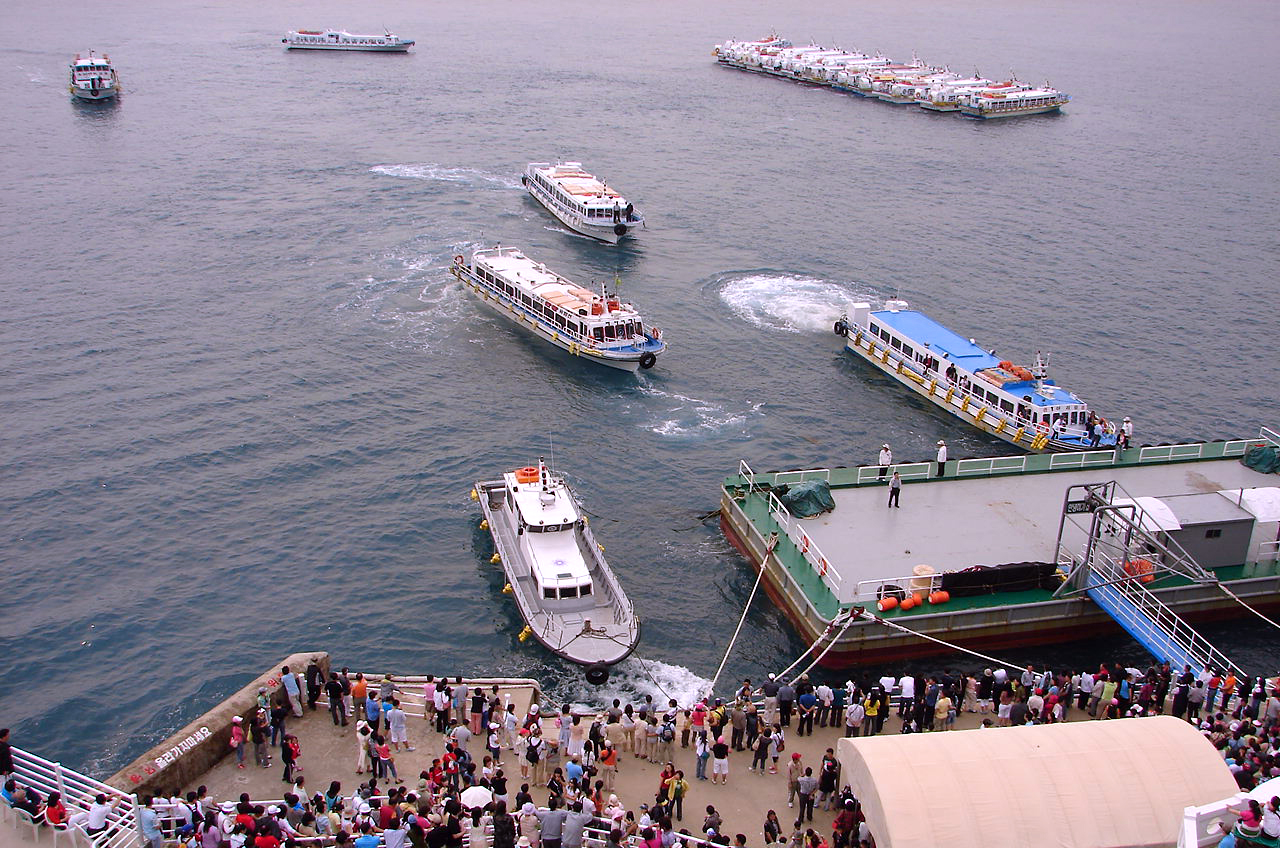
선착장
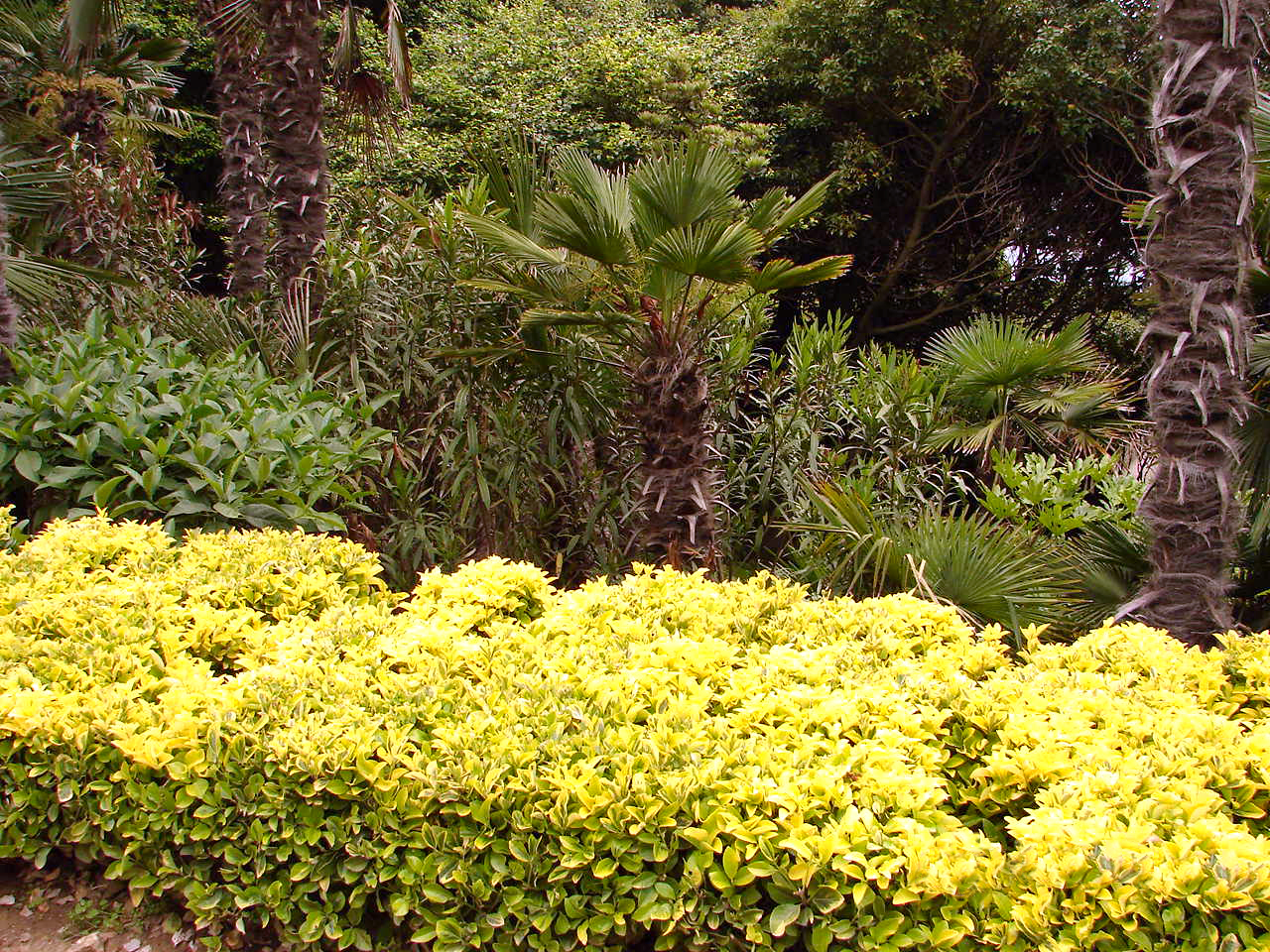
열대식물원
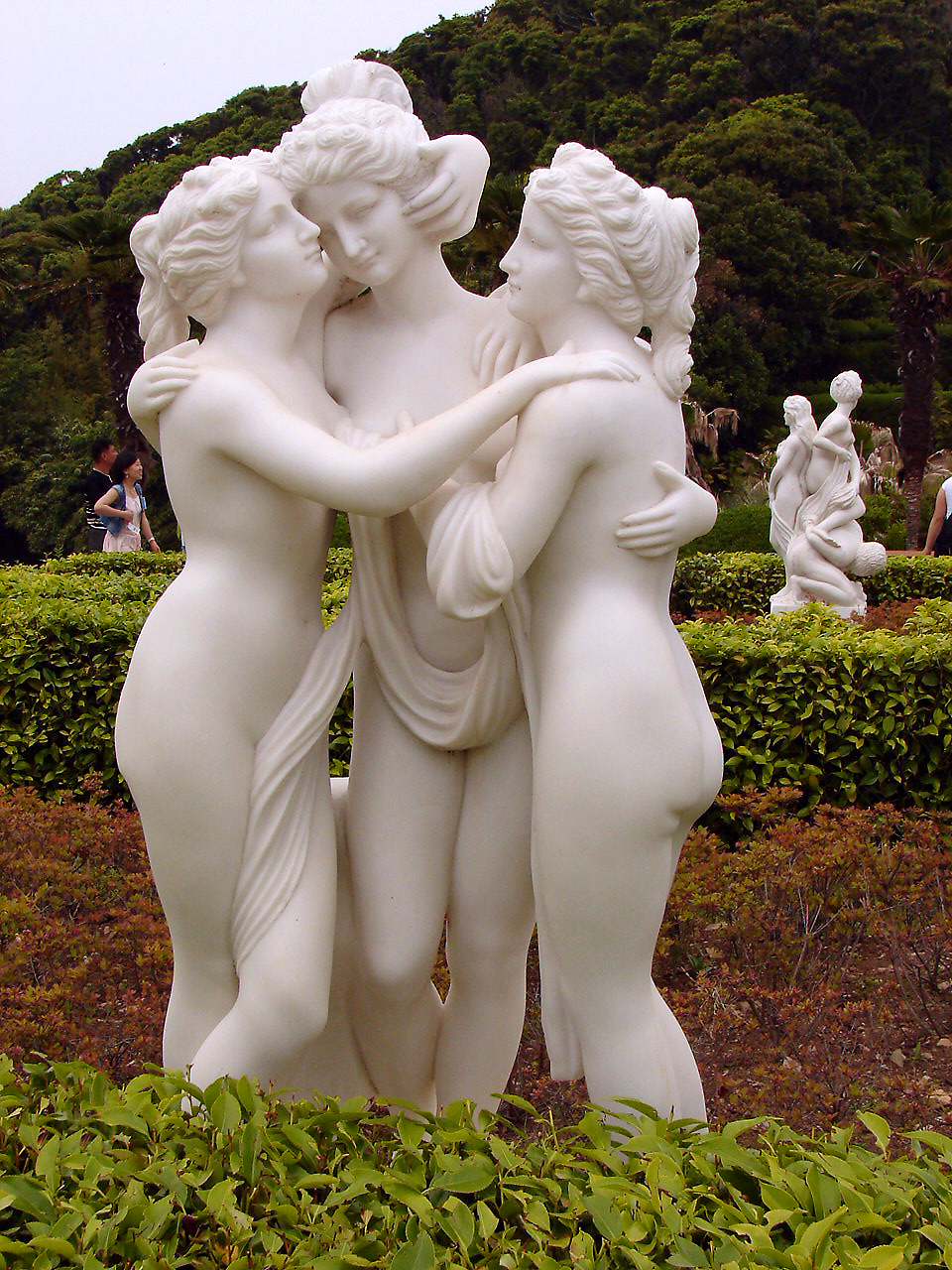
조각공원
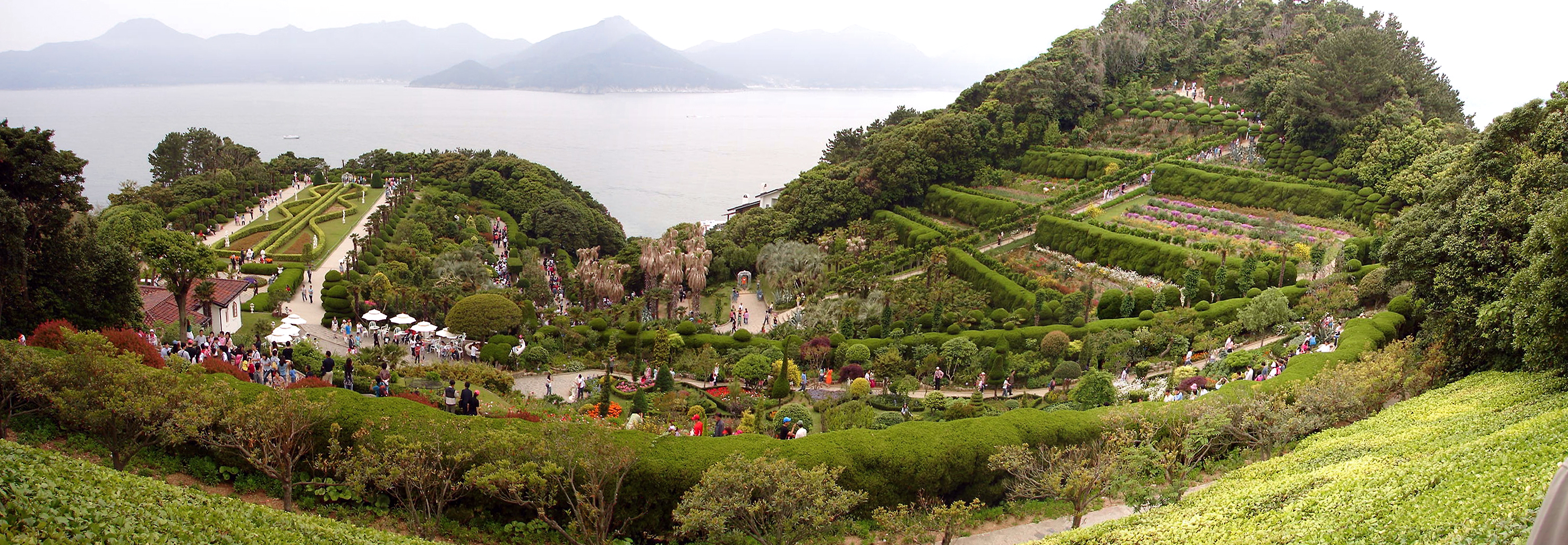
식물원 정경
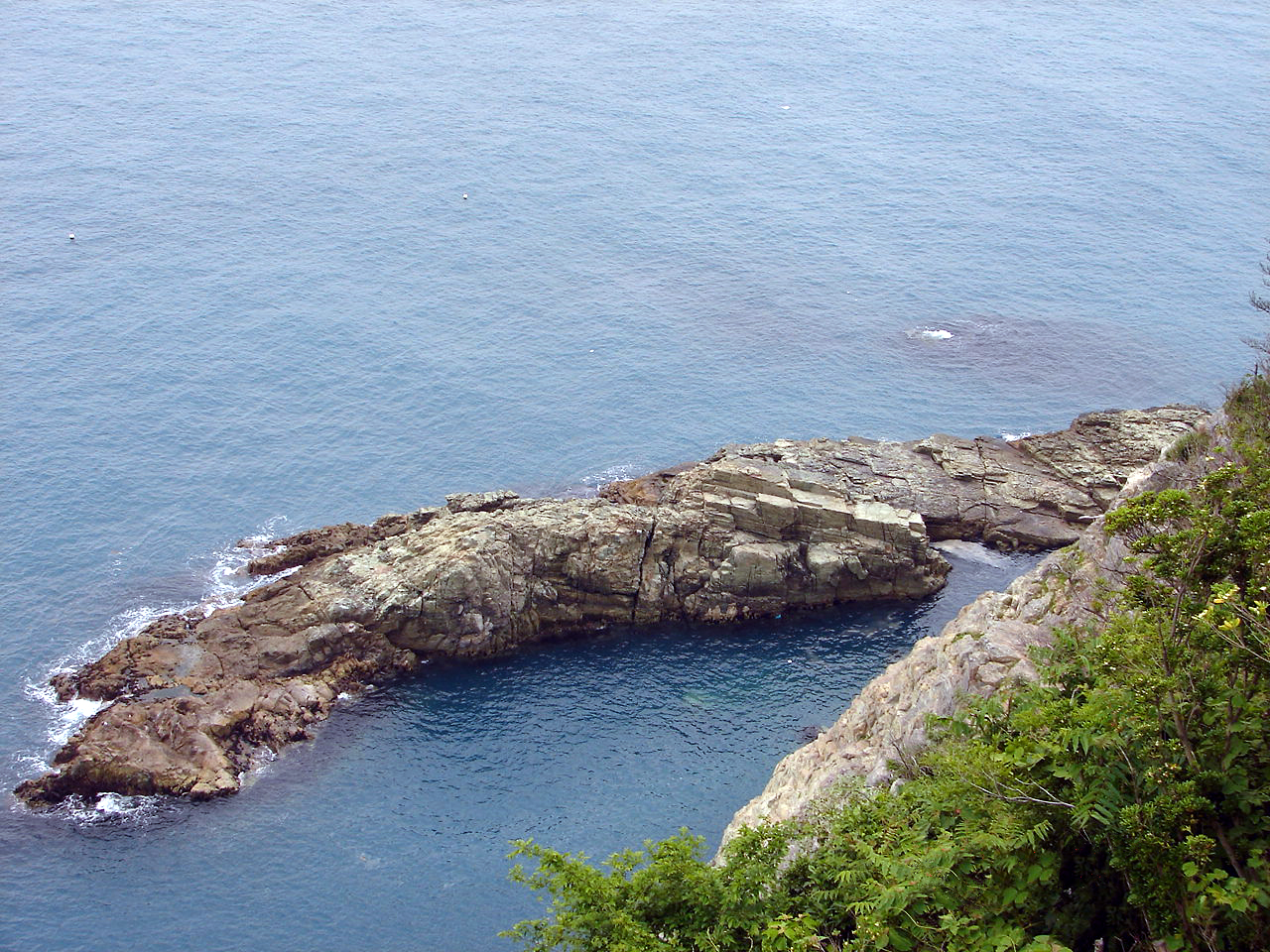
한려해상국립공원
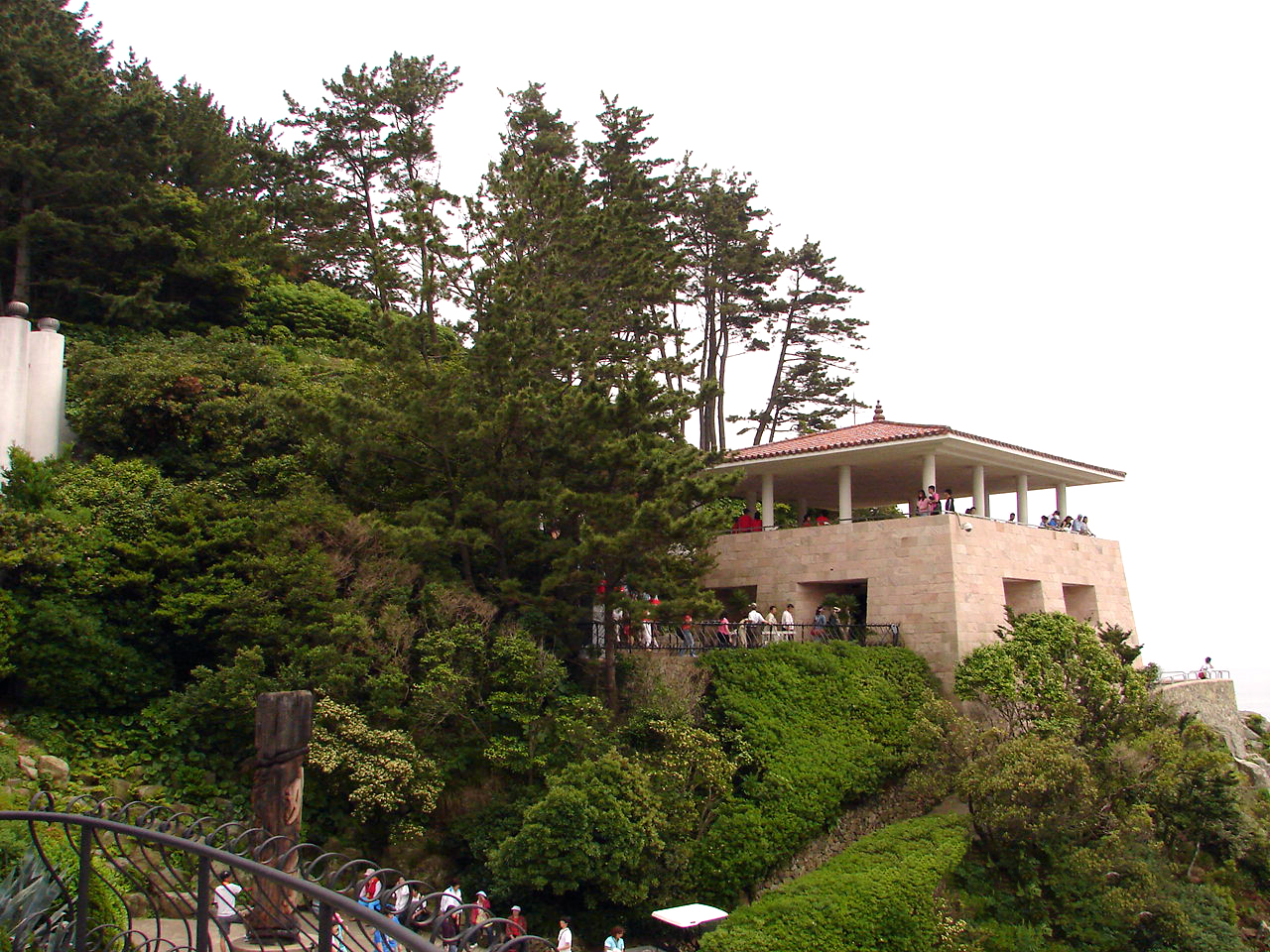
전망대

## 같이 보기
- 거제시
- 겨울연가